# Lista monumentelor istorice din județul Călărași

Simbol utilizat în România pentru monumentele istorice

Lista monumentelor istorice din județul Călărași cuprinde monumentele istorice din județul Călărași înscrise în Patrimoniul cultural național al României. Lista completă este menținută și actualizată periodic de către Ministerul Culturii, Cultelor și Patrimoniului Național din România, ultima versiune datând din 2015.

| Cod LMI                                                                                  | Denumire                                                          | Localitate                                        | Localizare | Datare, Creatori                                                  | Imagine               | Erori             |
| ---------------------------------------------------------------------------------------- | ----------------------------------------------------------------- | ------------------------------------------------- | --- | ----------------------------------------------------------------- | --------------------- | ----------------- |
| CL-I-s-B-14527 (RAN: 92578.01)                                                           | Situl arheologic de la Călărași, punct „Grădiștea Călărași”       | municipiul Călărași                               | „Grădiștea Călărași”, la 2 km de oraș, pe malul stâng al canalului construit pentru fostul combinat siderurgic Călărași, la 500 m nord-est de DN3 București–Constanța                                                   | sec. IV-I a. Chr.                                                 | Încarcă foto \| video | Raportează eroare |
| CL-I-m-B-14527.01 (RAN: 92578.01.01)                                                     | Așezare                                                           | municipiul Călărași                               | „Grădiștea Călărași”, la 2 km de oraș, pe malul stâng al canalului construit pentru fostul combinat siderurgic Călărași, la 500 m nord-est de DN3 București–Constanța                                                   | sec. IV-I a. Chr.                                                 | Încarcă foto \| video | Raportează eroare |
| CL-I-m-B-14527.02 (RAN: 92578.01.02)                                                     | Necropolă                                                         | municipiul Călărași                               | „Grădiștea Călărași”, la 2 km de oraș, pe malul stâng al canalului construit pentru fostul combinat siderurgic Călărași, la 500 m nord-est de DN3 București–Constanța                                                   | sec. IV-I a. Chr.                                                 | Încarcă foto \| video | Raportează eroare |
| CL-I-s-B-14528 (RAN: 94143.01)                                                           | Așezare                                                           | sat Alexandru Odobescu; comuna Alexandru Odobescu | „Ostrovul Barza”, insulă inundabilă în partea de nord a satului Alexandru Odobescu, pe malul stâng al lacului Gălățui                                                                                                   | Eneolitic, cultura Gumelnița                                      | Încarcă foto \| video | Raportează eroare |
| CL-I-s-B-14551 (RAN: 94152.01)                                                           | Așezare                                                           | sat Bogata; comuna Grădiștea                      | „Movila Berzei” situată în nordul teritoriului administrativ al satului Bogata, comuna Grădiștea, lg. DJ 309 Bogata- Alexandru Odobescu, la 500 m sud de podul peste lacul Gălățui.                                     | Neolitic mijlociu, cultura Boian                                  | Încarcă foto \| video | Raportează eroare |
| CL-I-s-B-14529 (RAN: 101467.01)                                                          | Așezare                                                           | oraș Budești                                      | „Ciocârla”, pe un bot de terasă, pe malul stâng al Dâmboviței | Latène                                                            | Încarcă foto \| video | Raportează eroare |
| CL-I-s-B-14530 (RAN: 101733.01)                                                          | Situl arheologic de la Căscioarele, punct „Șuvița Hotarului”      | sat Căscioarele; comuna Căscioarele               | „Șuvița Hotarului”, situat la 3 km est de comună, pe terasa înaltă și mijlocie a Dunării, dintre Chirnogi și Căscioarele                                                                                                |                                                                   | Încarcă foto \| video | Raportează eroare |
| CL-I-m-B-14530.01 (RAN: 101733.01.03)                                                    | Așezare                                                           | sat Căscioarele; comuna Căscioarele               | „Șuvița Hotarului”, situat la 3 km est de comună, pe terasa înaltă și mijlocie a Dunării, dintre Chirnogi și Căscioarele 44.11472°N 26.5°E                                                                              | sec. IX - X                                                       | Încarcă foto \| video | Raportează eroare |
| CL-I-m-B-14530.02 (RAN: 101733.01.02)                                                    | Așezare                                                           | sat Căscioarele; comuna Căscioarele               | „Șuvița Hotarului”, situat la 3 km est de comună, pe terasa înaltă și mijlocie a Dunării, dintre Chirnogi și Căscioarele 44.11472°N 26.5°E                                                                              | sec. VI-VII p. Chr.                                               | Încarcă foto \| video | Raportează eroare |
| CL-I-m-B-14530.03 (RAN: 101733.01.01)                                                    | Așezare                                                           | sat Căscioarele; comuna Căscioarele               | „Șuvița Hotarului”, situat la 3 km est de comună, pe terasa înaltă și mijlocie a Dunării, dintre Chirnogi și Căscioarele 44.11472°N 26.5°E                                                                              | sec. II-Ia.Chr                                                    | Încarcă foto \| video | Raportează eroare |
| CL-I-s-B-14531 (RAN: 101733.02)                                                          | Așezarea de la Căscioarele, punct „Ostrovel”                      | sat Căscioarele; comuna Căscioarele               | „Ostrovel”, în mijlocul lacului Cătălui, la vest de punctul „Mănăstirea Cătălui” 44.12422°N 26.48017°E | Latène                                                            | Încarcă foto \| video | Raportează eroare |
| CL-I-s-B-14532 (RAN: 101733.03)                                                          | Așezare                                                           | sat Căscioarele; comuna Căscioarele               | La est de pescăria de pe malul lacului Greaca, în dreptul drumului spre Căscioarele | sec. IV - III a. Chr.                                             | Încarcă foto \| video | Raportează eroare |
| CL-I-s-B-14533 (RAN: 101733.04)                                                          | Așezarea fortificată de la Căscioarele, punct „D-aia parte”       | sat Căscioarele; comuna Căscioarele               | „D-aia parte”, la 500 m N de mănăstirea Cătălui, pe malul de est al lacului Cătălui 44.13111°N 26.47278°E | sec. IV - III a. Chr.                                             | Încarcă foto \| video | Raportează eroare |
| CL-I-s-B-14534 (RAN: 105277.01)                                                          | Situl arheologic de la Cetatea Veche, punct „La Grădiște”         | sat Cetatea Veche; comuna Spanțov                 | „La Grădiște”, la ieșirea din satul Cetatea Veche spre Ulmeni, lângă terenul de fotbal, la 300 m stânga de DN31 |                                                                   | Încarcă foto \| video | Raportează eroare |
| CL-I-m-B-14534.01 (RAN: 105277.01.02)                                                    | Așezare                                                           | sat Cetatea Veche; comuna Spanțov                 | „La Grădiște”, la ieșirea din satul Cetatea Veche spre Ulmeni, lângă terenul de fotbal, la 300 m stânga de DN31 | Latène                                                            | Încarcă foto \| video | Raportează eroare |
| CL-I-m-B-14534.02 (RAN: 105277.01.04)                                                    | Necropolă                                                         | sat Cetatea Veche; comuna Spanțov                 | „La Grădiște”, la ieșirea din satul Cetatea Veche spre Ulmeni, lângă terenul de fotbal, la 300 m stânga de DN31 | mileniul IV a. Chr.                                               | Încarcă foto \| video | Raportează eroare |
| CL-I-s-B-14535 (RAN: 105277.02)                                                          | Așezarea de la Cetatea Veche, punct „Tatina”                      | sat Cetatea Veche; comuna Spanțov                 | „Tatina”, în partea de sud a satului, pe marginea terasei se află o gorgană înconjurată de o văioagă | sec. III a. Chr.                                                  | Încarcă foto \| video | Raportează eroare |
| CL-I-s-B-14536 (RAN: 101813.01)                                                          | Așezarea de la Chirnogi, punct „Rudari”                           | sat Chirnogi; comuna Chirnogi                     | „Rudari” 44.10611°N 26.54111°E | sec. III-I a. Chr.                                                | Încarcă foto \| video | Raportează eroare |
| CL-I-s-B-14537                                                                           | Necropolă                                                         | sat Chirnogi; comuna Chirnogi                     | În partea de nord-est a așezării geto-dacice | sec. II-I a. Chr.                                                 | Încarcă foto \| video | Raportează eroare |
| CL-I-s-B-14538                                                                           | Așezarea de la Chirnogi, punct „Șuvițalui Vulpe”                  | sat Chirnogi; comuna Chirnogi                     | „Șuvița lui Vulpe”, la cca. 200 m spre est | sec. IV - III a. Chr.                                             | Încarcă foto \| video | Raportează eroare |
| CL-I-s-B-14539                                                                           | Așezarea de la Chirnogi, punct „Cariera de lut”                   | sat Chirnogi; comuna Chirnogi                     | „Cariera de lut”, la 500 m est de locul „Cișmeaua Mare”, în malurile carierei de lut | Latène                                                            | Încarcă foto \| video | Raportează eroare |
| CL-I-s-B-14540                                                                           | Așezarea de la Chirnogi, punct „Șuvița Hotarului”                 | sat Chirnogi; comuna Chirnogi                     | „Șuvița Hotarului”, în via lui Codin Stanca Bănățeanu | Latène                                                            | Încarcă foto \| video | Raportează eroare |
| CL-I-s-B-14541 (RAN: 101831.01)                                                          | Complexuldeașezări de la Chiselet, punct „Măgura Fundeanca”       | sat Chiselet; comuna Chiselet                     | „Măgura Fundeanca”, pe malul stâng al brațului Scoiceni, la 1,5 km sud-est de comuna Chiselet | Neolitic                                                          | Încarcă foto \| video | Raportează eroare |
| CL-I-s-B-14542 (RAN: 101831.02)                                                          | Situl arheologic de la Chiselet, punct „Sediul C. A.P.”           | sat Chiselet; comuna Chiselet                     | „Sediul C.A.P.”, în centrul comunei Chiselet, la sud-est de terenul de fotbal pe malul de est al fostului lac Marotin                                                                                                   |                                                                   | Încarcă foto \| video | Raportează eroare |
| CL-I-m-B-14542.01 (RAN: 101831.02.01)                                                    | Așezare                                                           | sat Chiselet; comuna Chiselet                     | „Sediul C.A.P.”, în centrul comunei Chiselet, la sud-est de terenul de fotbal pe malul de est al fostului lac Marotin                                                                                                   | sec. II-I a. Chr.                                                 | Încarcă foto \| video | Raportează eroare |
| CL-I-m-B-14542.02                                                                        | Așezare                                                           | sat Chiselet; comuna Chiselet                     | „Sediul C.A.P.”, în centrul comunei Chiselet, la sud-est de terenul de fotbal pe malul de est al fostului lac Marotin                                                                                                   | Neolitic                                                          | Încarcă foto \| video | Raportează eroare |
| CL-I-s-B-14543 (RAN: 104207.01)                                                          | Necropolă                                                         | sat Coconi; comuna Mânăstirea                     | „Piscul Coconi”, bot de terasă pe malul drept al Iezerului Mostiștea 44.24658°N 26.90789°E | Latène                                                            | Încarcă foto \| video | Raportează eroare |
| CL-I-s-B-14544 (RAN: 104207.02)                                                          | Așezare                                                           | sat Coconi; comuna Mânăstirea                     | „Vadul Vacilor”, la vest de satul Coconi, pe terasa inaltă a lacului Mostiștea, la marginea de vest a unei văioage | Latène                                                            | Încarcă foto \| video | Raportează eroare |
| CL-I-s-B-14545 (RAN: 93343.01)                                                           | Așezare                                                           | sat Coslogeni; comuna Dichiseni                   | „Popina lui Ilie”, în balta Borcei, în dreptul satului Coslogeni, pe malul stâng al privalului Taurul la 1,5 km sud de situl „Grădiștea Coslogeni”                                                                      | sec. XIII-XI a. Chr.                                              | Încarcă foto \| video | Raportează eroare |
| CL-I-s-A-14546 (RAN: 93343.02)                                                           | Situl arheologic de la Coslogeni                                  | sat Coslogeni; comuna Dichiseni                   | „Grădiștea Coslogeni”, „La Clinci” în partea de sud-est a Bălții Borcea, în dreptul satului Coslogeni, pe teritoriul fostei ferme nr. 7 a fostului IAS Roseți, în dreptul km 80 (pe Dunăre) 44.18332°N 27.49759°E       |                                                                   | Încarcă foto \| video | Raportează eroare |
| CL-I-m-A-14546.01 (RAN: 93343.02.03)                                                     | Necropolă de incinerație                                          | sat Coslogeni; comuna Dichiseni                   | „Grădiștea Coslogeni”, „La Clinci” în partea de sud-est a Bălții Borcea, în dreptul satului Coslogeni, pe teritoriul fostei ferme nr. 7 a fostului IAS Roseți, în dreptul km 80 (pe Dunăre) 44.18332°N 27.49759°E       | sec. V - IV a. Chr.                                               | Încarcă foto \| video | Raportează eroare |
| CL-I-m-A-14546.02 (RAN: 93343.02.02)                                                     | Așezare fortificată                                               | sat Coslogeni; comuna Dichiseni                   | „Grădiștea Coslogeni”, „La Clinci” în partea de sud-est a Bălții Borcea, în dreptul satului Coslogeni, pe teritoriul fostei ferme nr. 7 a fostului IAS Roseți, în dreptul km 80 (pe Dunăre) 44.18332°N 27.49759°E       | sec. XII-XI a. Chr.                                               | Încarcă foto \| video | Raportează eroare |
| CL-I-m-A-14546.03 (RAN: 93343.02.01)                                                     | Așezare                                                           | sat Coslogeni; comuna Dichiseni                   | „Grădiștea Coslogeni”, „La Clinci” în partea de sud-est a Bălții Borcea, în dreptul satului Coslogeni, pe teritoriul fostei ferme nr. 7 a fostului IASRoseți, în dreptul km 80 (pe Dunăre) 44.18332°N 27.49759°E        | Neolitic                                                          | Încarcă foto \| video | Raportează eroare |
| CL-I-s-B-14547 (RAN: 103595.01)                                                          | Așezare                                                           | sat Coțofanca; comuna Gurbănești                  | La nord de sat, pe malul drept al Mostiștei, pe o suprafață de 3,5 ha. 44.3675°N 26.70139°E | Latène                                                            | Încarcă foto \| video | Raportează eroare |
| CL-I-s-B-14548 (RAN: 101494.01)                                                          | Așezare                                                           | sat Crivăț; oraș Crivăț                           | „Islaz”, la 1 km vest de lacul Bondoc | sec. IV - III a. Chr.                                             | Încarcă foto \| video | Raportează eroare |
| CL-I-s-B-14549 (RAN: 93691.01)                                                           | Așezare                                                           | sat Cunești; comuna Grădiștea                     | „Măgura Cuneștilor”, la marginea de sud a satului, lângă cimitir, la 100 m sud de șoseaua Oltenița- Călărași 44.22213°N 27.17901°E                                                                                      | Eneolitic, cultura Gumelnița                                      | Încarcă foto \| video | Raportează eroare |
| CL-I-s-B-14550 (RAN: 94633.01)                                                           | Așezare                                                           | sat Făurei; comuna Ulmu                           | „Grădiștea Mică”, insulă în mijlocul lacului Mostiștea, la 200 m de satul Făurei | sec. IV-I a. Chr.                                                 | Încarcă foto \| video | Raportează eroare |
| CL-I-s-B-14552 (RAN: 93673.01)                                                           | Situl arheologic de la Grădiștea                                  | sat Grădiștea; comuna Grădiștea                   | „Grădiștea Ceacu”, în Lunca Dunării, la 5 km sud de comuna Grădiștea și deșoseaua Călărași- Oltenița |                                                                   | Încarcă foto \| video | Raportează eroare |
| CL-I-m-B-14552.01 (RAN: 93673.01.02)                                                     | Așezare                                                           | sat Grădiștea; comuna Grădiștea                   | „Grădiștea Ceacu”, în Lunca Dunării, la 5 km sud de comuna Grădiștea și deșoseaua Călărași-Oltenița 44.17553°N 27.21714°E                                                                                               | Epoca bronzului târziu, cultura Coslogeni                         | Încarcă foto \| video | Raportează eroare |
| CL-I-m-B-14552.02 (RAN: 93673.01.01)                                                     | Așezare                                                           | sat Grădiștea; comuna Grădiștea                   | „Grădiștea Ceacu”, în Lunca Dunării, la 5 km sud de comuna Grădiștea și deșoseaua Călărași- Oltenița 44.17553°N 27.21714°E                                                                                              | Neolitic, cultura Boian                                           | Încarcă foto \| video | Raportează eroare |
| CL-I-s-B-14553 (RAN: 103577.01)                                                          | Așezare                                                           | sat Gurbănești; comuna Gurbănești                 | La est de sat, pe terasa lacului Mostiștea 44.36889°N 26.69444°E | Latène                                                            | Încarcă foto \| video | Raportează eroare |
| CL-I-s-B-14554 (RAN: 93860.01)                                                           | Așezare                                                           | sat Lehliu; comuna Lehliu                         | „Cimitirul afurisit”, în partea de est a satului Lehliu, pe malul lacului Lehliu 44.47333°N 26.82222°E | sec. XVIII - XX                                                   |                       | Raportează eroare |
| CL-I-s-B-14555 (RAN: 104092.01)                                                          | Așezare                                                           | sat Luica; comuna Luica                           | „Sârbi”, pe terasa râului Rasa | sec. II-I a. Chr.                                                 | Încarcă foto \| video | Raportează eroare |
| CL-I-s-B-14556                                                                           | Așezare                                                           | sat Lunca; comuna Valea Argovei                   | La 800 m nord-vest de satul Lunca, pe terasa lacului Frăsinet (fost Obilești) | Neolitic                                                          | Încarcă foto \| video | Raportează eroare |
| CL-I-s-B-14557 (RAN: 105730.02)                                                          | Așezare                                                           | sat Lunca; comuna Valea Argovei                   | „Pe coastă”, la 500 m de sat, pe terasa înaltă a râului Mostiștea, pe malul drept 44.33894°N 26.77808°E | sec. IV - III a. Chr.                                             | Încarcă foto \| video | Raportează eroare |
| CL-I-s-B-14558 (RAN: 105730.01)                                                          | Situl arheologic de la Lunca, punct „La grădini”                  | sat Lunca; comuna Valea Argovei                   | „La grădini”, pe malul de vest al lacului Frăsinet (fost Obilești) | mileniul V a. Chr.                                                | Încarcă foto \| video | Raportează eroare |
| CL-I-m-B-14558.01 (RAN: 105730.01.02)                                                    | Necropolă de incinerație                                          | sat Lunca; comuna Valea Argovei                   | „La grădini”, pe malul de vest al lacului Frăsinet (fost Obilești) 44.34925°N 26.7677°E | Hallstatt timpuriu, Cultura aspectul Mediaș                       | Încarcă foto \| video | Raportează eroare |
| CL-I-m-B-14558.02 (RAN: 105730.01.01)                                                    | Așezare                                                           | sat Lunca; comuna Valea Argovei                   | „La grădini”, pe malul de vest al lacului Frăsinet (fost Obilești) 44.34925°N 26.7677°E | Neolitic, cultura Boian, faza Bolintineanu                        | Încarcă foto \| video | Raportează eroare |
| CL-I-s-B-14559 (RAN: 101127.01)                                                          | Așezare                                                           | sat Mataraua; comuna Belciugatele                 | „Matara”, în apropierea râului Mostiștea, la nord de sat 44.54722°N 26.46722°E | Latène                                                            | Încarcă foto \| video | Raportează eroare |
| CL-I-s-B-14560 (RAN: 101127.02)                                                          | Așezare fortificată                                               | sat Mataraua; comuna Belciugatele                 | „Matara”, în apropierea râului Mostiștea, la nord de sat | Latène                                                            | Încarcă foto \| video | Raportează eroare |
| CL-I-s-B-14561 (RAN: 104190.01)                                                          | Așezare                                                           | sat Mânăstirea; comuna Mânăstirea                 | „La Cărămidărie”, la sud de iezerul Mostiștea 44.2025°N 26.90847°E | Latène                                                            | Încarcă foto \| video | Raportează eroare |
| CL-I-s-B-14562 (RAN: 105856.01)                                                          | Situl arheologic de la Nuci                                       | sat Nuci; comuna Vasilați                         | „Palanca”, în sudul satului Nuci, la cca. 500 m de DJ 412 |                                                                   | Încarcă foto \| video | Raportează eroare |
| CL-I-m-B-14562.01 (RAN: 105856.01.03)                                                    | Așezare                                                           | sat Nuci; comuna Vasilați                         | „Palanca”, în sudul satului Nuci, la cca. 500 m de DJ 412 | sec. II-I a. Chr.                                                 | Încarcă foto \| video | Raportează eroare |
| CL-I-m-B-14562.02 (RAN: 105856.01.02)                                                    | Așezare                                                           | sat Nuci; comuna Vasilați                         | „Palanca”, în sudul satului Nuci, la cca. 500 m de DJ 412 | Epoca bronzului timpuriu, cultura Glina                           | Încarcă foto \| video | Raportează eroare |
| CL-I-m-B-14562.03 (RAN: 105856.01.01)                                                    | Așezare                                                           | sat Nuci; comuna Vasilați                         | „Palanca”, în sudul satului Nuci, la cca. 500 m de DJ 412 | Eneolitic, cultura Gumelnița                                      | Încarcă foto \| video | Raportează eroare |
| CL-I-s-A-14563                                                                           | Așezare                                                           | municipiul Oltenița                               | „Gumelnița”, la 3 km nord-est de Oltenița | Eneolitic, cultura Gumelnița                                      | Încarcă foto \| video | Raportează eroare |
| CL-I-s-B-14564 (RAN: 100629.02)                                                          | Așezare                                                           | municipiul Oltenița                               | „Valea Mare” 44.12222°N 26.66361°E | Latène                                                            | Încarcă foto \| video | Raportează eroare |
| CL-I-s-B-14565 (RAN: 100629.03)                                                          | Așezare                                                           | municipiul Oltenița                               | „Coada Lupului”, la 3 km de oraș, în stânga căii ferate 44.12389°N 26.64444°E | Latène                                                            | Încarcă foto \| video | Raportează eroare |
| CL-I-s-B-14566 (RAN: 100629.04)                                                          | Așezare                                                           | municipiul Oltenița                               | „Renie” 44.12428°N 26.63694°E | Eneolitic, cultura Cernvoda I                                     | Încarcă foto \| video | Raportează eroare |
| CL-I-s-A-14567 (RAN: 105865.01)                                                          | Necropolă                                                         | sat Popești; comuna Vasilați                      | în nordul satului, „Fostul CAP - sectorul zootehnic” 44.30667°N 26.39417°E | Neolitic, cultura Boian, faza Vidra                               | Încarcă foto \| video | Raportează eroare |
| CL-I-m-A-14568 (RAN: 105865.02)                                                          | Așezare fortificată                                               | sat Popești; comuna Vasilați                      | „Pădurea Cioarinu”, în nordul satului, bot de terasă pe malul drept al Dâmboviței 44.31722°N 26.395°E | Latène                                                            | Încarcă foto \| video | Raportează eroare |
| CL-I-s-B-14569 (RAN: 103602.01)                                                          | Situl arheologic de la Preasna                                    | sat Preasna; comuna Gurbănești                    | La nord de sat, pe malul stâng al Mostiștei |                                                                   | Încarcă foto \| video | Raportează eroare |
| CL-I-m-B-14569.01 (RAN: 103602.01.02)                                                    | Așezare                                                           | sat Preasna; comuna Gurbănești                    | La nord de sat, pe malul stâng al Mostiștei | Latène                                                            | Încarcă foto \| video | Raportează eroare |
| CL-I-m-B-14569.02 (RAN: 103602.01.01)                                                    | Așezare                                                           | sat Preasna; comuna Gurbănești                    | La nord de sat, pe malul stâng al Mostiștei | Epoca bronzului târziu                                            | Încarcă foto \| video | Raportează eroare |
| CL-I-s-B-14570 (RAN: 104760.01)                                                          | Situl arheologic de la Radovanu, punct „Valea Coadelor”           | sat Radovanu; comuna Radovanu                     | la circa 2 km vest de satul Radovanu, pe partea stângă a „Văii Coadelor”, la poalele promontoriului „La Muscalu”, până la Valea Neguleasa                                                                               |                                                                   | Încarcă foto \| video | Raportează eroare |
| CL-I-m-B-14570.01 (RAN: 104760.01.01)                                                    | Așezare                                                           | sat Radovanu; comuna Radovanu                     | la circa 2 km vest de satul Radovanu, pe partea stângă a „Văii Coadelor”, la poalele promontoriului „La Muscalu”, până la Valea Neguleasa 44.1675°N 26.51444°E                                                          | Epoca medievală                                                   | Încarcă foto \| video | Raportează eroare |
| CL-I-m-B-14570.02 (RAN: 104760.01.02)                                                    | Așezare                                                           | sat Radovanu; comuna Radovanu                     | la circa 2 km vest de satul Radovanu, pe partea stângă a „Văii Coadelor”, la poalele promontoriului „La Muscalu”, până la Valea Neguleasa 44.1675°N 26.51444°E                                                          | sec. VIII - XI                                                    | Încarcă foto \| video | Raportează eroare |
| CL-I-s-B-14571 (RAN: 104760.02)                                                          | Așezare                                                           | sat Radovanu; comuna Radovanu                     | „La Muscalu”, la 2 km vest de comuna Radovanu, pe Valea Coadelor 44.16611°N 26.51306°E | Neolitic, cultura Boian, faza Spanțov; cultura Gumelnița, faza A1 | Încarcă foto \| video | Raportează eroare |
| CL-I-s-B-14572 (RAN: 104760.03, 104760.07)                                               | Gorgana întâia                                                    | sat Radovanu; comuna Radovanu                     | „Frații Dincă”, „La Grădiște”, pe terasa de vest a satului Radovanu, din cartierul Coadele | sec. II-I a. Chr.                                                 | Încarcă foto \| video | Raportează eroare |
| CL-I-s-B-14573 (RAN: 104760.06)                                                          | Situl arheologic de la Radovanu, punct „Coada Malului”            | sat Radovanu; comuna Radovanu                     | „Coada Malului”, în partea de sud a comunei Radovanu, pe terasa înaltă, în dreptului cartierului numit de localnici „Coadele”                                                                                           |                                                                   | Încarcă foto \| video | Raportează eroare |
| CL-I-m-B-14573.01 (RAN: 104760.06.01)                                                    | Așezare                                                           | sat Radovanu; comuna Radovanu                     | „Coada Malului”, în partea de sud a comunei Radovanu, pe terasa înaltă, în dreptului cartierului numit de localnici „Coadele”                                                                                           | Latène                                                            | Încarcă foto \| video | Raportează eroare |
| CL-I-m-B-14573.02 (RAN: 104760.06.02)                                                    | Necropolă                                                         | sat Radovanu; comuna Radovanu                     | „Coada Malului”, în partea de sud a comunei Radovanu, pe terasa înaltă, în dreptului cartierului numit de localnici „Coadele”                                                                                           | Latène                                                            | Încarcă foto \| video | Raportează eroare |
| CL-I-s-B-14574 (RAN: 104760.05)                                                          | Așezarea fortificată de la Radovanu                               | sat Radovanu; comuna Radovanu                     | „Jidovescu”, pe partea stângă a șoselei care merge spre comuna Crivăț, la 1 km nord de comuna Radovanu, în dreptul bălții Giroaia                                                                                       | Latène                                                            | Încarcă foto \| video | Raportează eroare |
| CL-I-s-B-14575 (RAN: 102437.01)                                                          | Așezare                                                           | sat Sălcioara; comuna Curcani                     | La 500 m nord de comuna Curcani, laconfluența bălții Topilele cu râul Argeș, pe malul stâng al râului Argeș; pe partea stângă a șoselei Oltenița- București, la Km 14 și Km 49 București-Oltenița 44.19917°N 26.57083°E | sec. II-I a. Chr.                                                 | Încarcă foto \| video | Raportează eroare |
| CL-I-s-B-14576 (RAN: 102428.02)                                                          | Așezare                                                           | sat Sălcioara; comuna Curcani                     | „Moara”, la marginea de sud a comunei Curcani, pe partea dreaptă a șoselei Oltenița- București 44.18694°N 26.58°E | Latène                                                            | Încarcă foto \| video | Raportează eroare |
| CL-I-s-B-14577 (RAN: 102437.03)                                                          | Așezare                                                           | sat Sălcioara; comuna Curcani                     | „Potcoava”, în partea de sud a drumului care pornește din dreptul primăriei din Curcani, pe malul lacului Potcoava 44.19139°N 26.59083°E                                                                                | sec. IV - III a. Chr.                                             | Încarcă foto \| video | Raportează eroare |
| CL-I-m-B-14578                                                                           | Ruinele curții brâncovenești de la Obilești                       | sat Siliștea; comuna Valea Argovei                | Insula Dealul Beci 44.36732°N 26.76023°E | sec. XVIII                                                        | Încarcă foto \| video | Raportează eroare |
| CL-I-s-A-14579                                                                           | Necropolă                                                         | sat Sultana; comuna Mânăstirea                    | „Valea Orbului”, la circa 2 km est de satul Sultana, aproape de satul Curătești la gura unei văioage ce dă spre lacul Mostiștea 44.26134°N 26.86956°E                                                                   | Neolitic, cultura Boian                                           |                       | Raportează eroare |
| CL-I-s-A-14580 (RAN: 104216.02)                                                          | Așezare                                                           | sat Sultana; comuna Mânăstirea                    | „Ghețărie”, în partea deesta satului Sultana, pe malul lacului Mostiștea, pe Valea lui Malciu 44.26211°N 26.86444°E | Latène                                                            | Încarcă foto \| video | Raportează eroare |
| CL-I-s-B-14581 (RAN: 105516.01)                                                          | Așezare tip tell                                                  | sat Șeinoiu; comuna Tămădău Mare                  | „Movila din cimitir”, pe malul stâng al Mostiștei, vizavi de satul Șeinoiu, în vechiul cimitir 44.43945°N 26.58389°E | Eneolitic, cultura Gumelnița                                      | Încarcă foto \| video | Raportează eroare |
| CL-I-s-B-14582 (RAN: 105455.01, 105464.01)                                               | Așezare                                                           | sat Tămădău Mare; comuna Tămădău Mare             | „Valea Călugărească”, pe malul stâng al Mostiștei, la 2 km sud de comuna Tămădăul Mare, pe o terasă înclinată spre sud-est, pe partea dreaptă a văii 44.45889°N 26.58306°E                                              | Latène                                                            | Încarcă foto \| video | Raportează eroare |
| CL-I-s-B-14583                                                                           | Situl arheologic de la Ulmeni                                     | sat Ulmeni; comuna Ulmeni                         | „Terasa Dunării”, în partea de sud-est a satului, între Tăușanca și Valea lui Soare |                                                                   | Încarcă foto \| video | Raportează eroare |
| CL-I-m-B-14583.01 (RAN: 105614.01.01, 105614.01.02)                                      | Așezare                                                           | sat Ulmeni; comuna Ulmeni                         | „Terasa Dunării”, în partea de sud-est a satului, între Tăușanca și Valea lui Soare 44.14389°N 26.74222°E | Latène                                                            | Încarcă foto \| video | Raportează eroare |
| CL-I-m-B-14583.02                                                                        | Așezare                                                           | sat Ulmeni; comuna Ulmeni                         | „Terasa Dunării”, în partea de sud-est a satului, între Tăușanca și Valea lui Soare | Eneolitic, cultura Cernavodă I                                    | Încarcă foto \| video | Raportează eroare |
| CL-I-m-B-14583.03                                                                        | Așezare                                                           | sat Ulmeni; comuna Ulmeni                         | „Terasa Dunării”, în partea de sud-est a satului, între Tăușanca și Valea lui Soare | Eneolitic, cultura Gumelnița, faza A1 și A2                       | Încarcă foto \| video | Raportează eroare |
| CL-I-s-B-14584                                                                           | Așezarea de la Ulmu                                               | sat Ulmu; comuna Ulmu                             | „La Caraman”, la marginea satului, pe malul lacului, la 200 m vest de Căminul de copii din Ulmu |                                                                   | Încarcă foto \| video | Raportează eroare |
| CL-I-m-B-14584.01 (RAN: 94615.01.01, 94615.01.02, 94615.01.03, 94615.01.04, 94615.01.05) | Așezare                                                           | sat Ulmu; comuna Ulmu                             | „La Caraman”, la marginea satului, pe malul lacului, la 200 m vest de Căminul de copii din Ulmu 44.25166°N 26.92798°E                                                                                                   | Neolitic, cultura Boian                                           | Încarcă foto \| video | Raportează eroare |
| CL-I-m-B-14584.02                                                                        | Așezare                                                           | sat Ulmu; comuna Ulmu                             | „La Caraman”, la marginea satului, pe malul lacului, la 200 m vest de Căminul de copii din Ulmu | Epoca bronzului târziu, cultura Coslogeni                         | Încarcă foto \| video | Raportează eroare |
| CL-I-s-B-14585 (RAN: 94615.02)                                                           | Așezare                                                           | sat Ulmu; comuna Ulmu                             | pemaluldeestallacului Mostiștea, la circa 400 m sud- vest de sat 44.25667°N 26.91408°E | Latène                                                            | Încarcă foto \| video | Raportează eroare |
| CL-I-s-B-14586 (RAN: 94615.03)                                                           | Așezare                                                           | sat Ulmu; comuna Ulmu                             | „Cota 14”, pe malul de est al lacului Mostiștea, la sud-vest de satul Ulmu, la cotitura de mal cu cota 14 44.25361°N 26.91244°E                                                                                         | Latène                                                            | Încarcă foto \| video | Raportează eroare |
| CL-I-s-B-14587                                                                           | Situl arheologic de la Valea Popii                                | sat Valea Popii; comuna Radovanu                  | „Coada Malului”, la marginea de nord a satului Valea Popii, pe partea stângă a DJ411 |                                                                   | Încarcă foto \| video | Raportează eroare |
| CL-I-m-B-14587.01 (RAN: 104779.01.01, 104779.01.02, 104779.01.03, 104779.01.04)          | Așezare                                                           | sat Valea Popii; comuna Radovanu                  | „Coada Malului”, la marginea de nord a satului Valea Popii, pe partea stângă a DJ411 44.1675°N 26.54111°E | sec. II-I a. Chr.                                                 | Încarcă foto \| video | Raportează eroare |
| CL-I-m-B-14587.02                                                                        | Necropolă                                                         | sat Valea Popii; comuna Radovanu                  | „Coada Malului”, la marginea de nord a satului Valea Popii, pe partea stângă a DJ411 | Latène                                                            | Încarcă foto \| video | Raportează eroare |
| CL-I-s-B-14588 (RAN: 105838.01)                                                          | Așezare                                                           | sat Vasilați; comuna Vasilați                     | „Moș Neagu”, „Cimitirul vechi”, pe terasa înaltă de pe malul stâng al Dâmboviței, la limita vestică a satului lângă DJ 412                                                                                              | Latène                                                            | Încarcă foto \| video | Raportează eroare |
| CL-I-s-B-14589 (RAN: 105838.02)                                                          | Așezare                                                           | sat Vasilați; comuna Vasilați                     | în partea de nord-vest a satului, lângă cimitir | Latène                                                            | Încarcă foto \| video | Raportează eroare |
| CL-I-s-B-14590 (RAN: 93478.01)                                                           | Situl arheologic de la Vărăști, punct „Grindul Grădiștea Ulmilor” | sat Vărăști; comuna Dorobanțu                     | „Grindul Grădiștea Ulmilor”, la marginea de sud-est a satului Vărăști, în mijlocul fostului lac Boian, la 3 km sud de șoseaua Oltenița-Călărași 44.17553°N 27.21714°E                                                   |                                                                   | Încarcă foto \| video | Raportează eroare |
| CL-I-m-B-14590.01                                                                        | Așezare                                                           | sat Vărăști; comuna Dorobanțu                     | „Grindul Grădiștea Ulmilor”, la marginea de sud-est a satului Vărăști, în mijlocul fostului lac Boian, la 3 km sud de șoseaua Oltenița-Călărași                                                                         | Epoca fierului                                                    | Încarcă foto \| video | Raportează eroare |
| CL-I-m-B-14590.02                                                                        | Necropolă                                                         | sat Vărăști; comuna Dorobanțu                     | „Grindul Grădiștea Ulmilor”, la marginea de sud-est a satului Vărăști, în mijlocul fostului lac Boian, la 3 km sud de șoseaua Oltenița-Călărași                                                                         | Epoca fierului                                                    | Încarcă foto \| video | Raportează eroare |
| CL-I-m-B-14590.03                                                                        | Așezare                                                           | sat Vărăști; comuna Dorobanțu                     | „Grindul Grădiștea Ulmilor”, la marginea de sud-est a satului Vărăști, în mijlocul fostului lac Boian, la 3 km sud de șoseaua Oltenița-Călărași                                                                         | Eneolitic, cultura Gumelnița                                      | Încarcă foto \| video | Raportează eroare |
| CL-I-m-B-14590.04                                                                        | Necropolă                                                         | sat Vărăști; comuna Dorobanțu                     | „Grindul Grădiștea Ulmilor”, la marginea de sud-est a satului Vărăști, în mijlocul fostului lac Boian, la 3 km sud de șoseaua Oltenița-Călărași                                                                         | Eneolitic, cultura Gumelnița                                      | Încarcă foto \| video | Raportează eroare |
| CL-I-m-B-14590.05                                                                        | Așezare                                                           | sat Vărăști; comuna Dorobanțu                     | „Grindul Grădiștea Ulmilor”, la marginea de sud-est a satului Vărăști, în mijlocul fostului lac Boian, la 3 km sud de șoseaua Oltenița-Călărași                                                                         | Neolitic, cultura Boian                                           | Încarcă foto \| video | Raportează eroare |
| CL-I-m-B-14590.06                                                                        | Necropolă                                                         | sat Vărăști; comuna Dorobanțu                     | „Grindul Grădiștea Ulmilor”, la marginea de sud-est a satului Vărăști, în mijlocul fostului lac Boian, la 3 km sud de șoseaua Oltenița-Călărași                                                                         | Neolitic, cultura Boian                                           | Încarcă foto \| video | Raportează eroare |
| CL-I-s-B-14591                                                                           | Situl arheologic de la Vlădiceasca, punct „Gherghelăul Mic”       | sat Vlădiceasca; comuna Valea Argovei             | „Gherghelăul Mic”, la sud-vest de sat, ostroave inundate, în mijlocul lacului Frăsinet. |                                                                   | Încarcă foto \| video | Raportează eroare |
| CL-I-m-B-14591.01 (RAN: 105767.01.01, 105767.01.02, 105767.01.03, 105767.01.04)          | Așezare tip tell                                                  | sat Vlădiceasca; comuna Valea Argovei             | „Gherghelăul Mic”, la sud-vest de sat, ostroave inundate, în mijlocul lacului Frăsinet. 47.34239°N 26.793°E | Latène                                                            | Încarcă foto \| video | Raportează eroare |
| CL-I-m-B-14591.02                                                                        | Așezare tip tell                                                  | sat Vlădiceasca; comuna Valea Argovei             | „Gherghelăul Mic”, la sud-vest de sat, ostroave inundate, în mijlocul lacului Frăsinet. | Eneolitic, cultura Gumelnița                                      | Încarcă foto \| video | Raportează eroare |
| CL-I-m-B-14591.03                                                                        | Așezare tip tell                                                  | sat Vlădiceasca; comuna Valea Argovei             | „Gherghelăul Mic”, la sud-vest de sat, ostroave inundate, în mijlocul lacului Frăsinet. | Neolitic, cultura Boian                                           | Încarcă foto \| video | Raportează eroare |
| CL-I-s-B-14592                                                                           | Tell-ul de la Vlădiceasca                                         | sat Vlădiceasca; comuna Valea Argovei             | „Gherghelăul Mare”, la sud-vest de sat, ostroave inundate, în mijlocul lacului Frăsinet | Latène                                                            | Încarcă foto \| video | Raportează eroare |
| CL-I-m-B-14592.01 (RAN: 105767.02.01, 105767.02.02, 105767.02.03)                        | Așezare tip tell                                                  | sat Vlădiceasca; comuna Valea Argovei             | „Gherghelăul Mare”, la sud-vest de sat, ostroave inundate, în mijlocul lacului Frăsinet 44.34204°N 26.79306°E | Latène                                                            | Încarcă foto \| video | Raportează eroare |
| CL-I-m-B-14592.02                                                                        | Așezare tip tell                                                  | sat Vlădiceasca; comuna Valea Argovei             | „Gherghelăul Mare”, la sud-vest de sat, ostroave inundate, în mijlocul lacului Frăsinet | Eneolitic, cultura Gumelnița                                      | Încarcă foto \| video | Raportează eroare |
| CL-I-m-B-14592.03                                                                        | Așezare tip tell                                                  | sat Vlădiceasca; comuna Valea Argovei             | „Gherghelăul Mare”, la SV de sat, ostroave inundate, în mijlocul lacului Frăsinet | Neolitic, cultura Boian                                           | Încarcă foto \| video | Raportează eroare |
| CL-II-m-A-14593                                                                          | Primăria veche                                                    | municipiul Călărași                               | Str. 1 Decembrie 1918 3-5 44.19023°N 27.33464°E | 1886 - 1887                                                       |                       | Raportează eroare |
| CL-II-m-B-14594                                                                          | Școala Comercială                                                 | municipiul Călărași                               | Str. 1 Decembrie 1918 88 | 1928 - 1929                                                       | Încarcă foto \| video | Raportează eroare |
| CL-II-m-B-14595                                                                          | Casă                                                              | municipiul Călărași                               | Str. 13 Decembrie 6 | 1928                                                              |                       | Raportează eroare |
| CL-II-m-B-14596                                                                          | Casa Ana și Marinache Popescu, azi DJCCPCN                        | municipiul Călărași                               | Str. 13 Decembrie 9A 44.1924°N 27.3334°E | sf. sec. XIX                                                      | Alte imagini          | Raportează eroare |
| CL-II-m-B-14597                                                                          | Liceu                                                             | municipiul Călărași                               | Str. 13 Decembrie 12 | înc. sec. XX                                                      |                       | Raportează eroare |
| CL-II-m-B-14598                                                                          | Casă                                                              | municipiul Călărași                               | Str. 13 Decembrie 14 | 1957                                                              | Încarcă foto \| video | Raportează eroare |
| CL-II-m-B-14599                                                                          | Casă, fosta Administrație Financiară Municipală                   | municipiul Călărași                               | Str. 13 Decembrie 16 44.19267°N 27.33364°E | 1914                                                              |                       | Raportează eroare |
| CL-II-m-B-14600                                                                          | Casă                                                              | municipiul Călărași                               | Str. 13 Decembrie 20 | 1895                                                              |                       | Raportează eroare |
| CL-II-m-B-14602                                                                          | Casă                                                              | municipiul Călărași                               | Str. Bălcescu Nicolae 1 | 1931                                                              | Încarcă foto \| video | Raportează eroare |
| CL-II-m-B-14603                                                                          | Casă                                                              | municipiul Călărași                               | Str. Bălcescu Nicolae 3 | 1933                                                              | Încarcă foto \| video | Raportează eroare |
| CL-II-m-B-14604                                                                          | Casă                                                              | municipiul Călărași                               | Str. Berzei 10 | 1932                                                              | Încarcă foto \| video | Raportează eroare |
| CL-II-m-B-14605                                                                          | Casă                                                              | municipiul Călărași                               | Str. Berzei 11 44.19757°N 27.33317°E | 1929                                                              |                       | Raportează eroare |
| CL-II-m-B-14611                                                                          | Fosta Școală Primară de Fete                                      | municipiul Călărași                               | Str. București 72 | 1896 - 1897                                                       | Încarcă foto \| video | Raportează eroare |
| CL-II-m-B-14606                                                                          | Casa Demetriad, azi Biblioteca Județeană                          | municipiul Călărași                               | Str. București 102 44.1945°N 27.32771°E | 1888                                                              | Alte imagini          | Raportează eroare |
| CL-II-m-B-14607                                                                          | Casă, fostă Banca Frații Mateescu                                 | municipiul Călărași                               | Str. București 141 | 1899                                                              | Încarcă foto \| video | Raportează eroare |
| CL-II-m-A-14608                                                                          | Liceul „Știrbei Vodă”, în prezent Gimnaziul CAROL I               | municipiul Călărași                               | Str. București 159 44.19292°N 27.33286°E | 1881 - 1882                                                       |                       | Raportează eroare |
| CL-II-a-B-14609                                                                          | Ansamblu de locuințe cu prăvălii                                  | municipiul Călărași                               | Str. București 163, Str. Sloboziei nr. 14 | înc. sec. XX, 1912                                                |                       | Raportează eroare |
| CL-II-m-B-14610                                                                          | Casa Vasile D. Marinescu                                          | municipiul Călărași                               | Str. București 168 | 1932                                                              | Încarcă foto \| video | Raportează eroare |
| CL-II-m-B-14612                                                                          | Casă                                                              | municipiul Călărași                               | Str. București 181 44.1918°N 27.3345°E | 1898                                                              |                       | Raportează eroare |
| CL-II-m-B-14613                                                                          | Casa Constantin Tican                                             | municipiul Călărași                               | Str. București 185 44.1914°N 27.3346°E | 1908                                                              |                       | Raportează eroare |
| CL-II-m-A-14614 (fost CL-II-m-B-14614)                                                   | Poșta veche                                                       | municipiul Călărași                               | Str. București 193 | 1904 – 1905                                                       |                       | Raportează eroare |
| CL-II-m-B-14615                                                                          | Casă                                                              | municipiul Călărași                               | Str. București 213 44.1904°N 27.3382°E | 1902                                                              |                       | Raportează eroare |
| CL-II-m-B-14616                                                                          | Casa Deculescu                                                    | municipiul Călărași                               | Str. București 219 44.1901°N 27.339°E | 1905                                                              |                       | Raportează eroare |
| CL-II-m-B-14617                                                                          | Casă                                                              | municipiul Călărași                               | Str. București 223 44.1903°N 27.3386°E | 1901                                                              |                       | Raportează eroare |
| CL-II-m-B-14619                                                                          | Moară                                                             | municipiul Călărași                               | Str. București 315 44.1886°N 27.3462°E | 1912                                                              |                       | Raportează eroare |
| CL-II-m-B-14620                                                                          | Biserica „Sf. Împărați Constantin și Elena” - Volna               | municipiul Călărași                               | Str. Eroilor 12 44.19455°N 27.32847°E | 1856                                                              |                       | Raportează eroare |
| CL-II-m-B-14621                                                                          | Casa Dumitru Bâzu                                                 | municipiul Călărași                               | Str. Eroilor 38 44.19869°N 27.33197°E | 1939                                                              |                       | Raportează eroare |
| CL-II-m-B-14622                                                                          | Casă                                                              | municipiul Călărași                               | Bd. Gării 1 | 1927                                                              |                       | Raportează eroare |
| CL-II-m-B-14623                                                                          | Casă                                                              | municipiul Călărași                               | Bd. Gării 2 44.19673°N 27.33455°E | 1931                                                              |                       | Raportează eroare |
| CL-II-m-B-14624                                                                          | Casă                                                              | municipiul Călărași                               | Bd. Gării 3 | 1922                                                              |                       | Raportează eroare |
| CL-II-m-B-14625                                                                          | Casă                                                              | municipiul Călărași                               | Bd. Gării 4 | 1931                                                              |                       | Raportează eroare |
| CL-II-m-B-14626                                                                          | Casă                                                              | municipiul Călărași                               | Bd. Gării 6 | 1933                                                              | Încarcă foto \| video | Raportează eroare |
| CL-II-m-B-14627                                                                          | Casă                                                              | municipiul Călărași                               | Bd. Gării 7 | 1927                                                              | Încarcă foto \| video | Raportează eroare |
| CL-II-m-B-14628                                                                          | Casă                                                              | municipiul Călărași                               | Bd. Gării 8 | 1971                                                              | Încarcă foto \| video | Raportează eroare |
| CL-II-m-B-14629                                                                          | Casă                                                              | municipiul Călărași                               | Bd. Gării 9 | 1928                                                              | Încarcă foto \| video | Raportează eroare |
| CL-II-m-B-14630                                                                          | Casă                                                              | municipiul Călărași                               | Bd. Gării 11 | 1930                                                              | Încarcă foto \| video | Raportează eroare |
| CL-II-m-B-14631                                                                          | Casă                                                              | municipiul Călărași                               | Bd. Gării 12 | 1927                                                              |                       | Raportează eroare |
| CL-II-m-B-14633                                                                          | Casă                                                              | municipiul Călărași                               | Bd. Gării 14 | 1925                                                              |                       | Raportează eroare |
| CL-II-m-B-14632                                                                          | Casă                                                              | municipiul Călărași                               | Bd. Gării 15 | 1928                                                              | Încarcă foto \| video | Raportează eroare |
| CL-II-m-B-14634                                                                          | Casă                                                              | municipiul Călărași                               | Bd. Gării 19 | 1925                                                              |                       | Raportează eroare |
| CL-II-m-B-14635                                                                          | Casă                                                              | municipiul Călărași                               | Bd. Gării 20 | 1927                                                              | Încarcă foto \| video | Raportează eroare |
| CL-II-m-B-14636                                                                          | Casă                                                              | municipiul Călărași                               | Bd. Gării 35 | 1928                                                              |                       | Raportează eroare |
| CL-II-m-B-14637                                                                          | Biserica Creștină După Evanghelie                                 | municipiul Călărași                               | Str. Grivița 52 44.19564°N 27.32747°E | 1916                                                              |                       | Raportează eroare |
| CL-II-m-B-14638                                                                          | Casă                                                              | municipiul Călărași                               | Str. Grivița 59 | 1903                                                              | Încarcă foto \| video | Raportează eroare |
| CL-II-m-B-14639                                                                          | Parchetul de pe lângă Judecătoria Călărași                        | municipiul Călărași                               | Str. Grivița 86 44.19564°N 27.32747°E | 1905                                                              |                       | Raportează eroare |
| CL-II-m-B-14640                                                                          | Casă                                                              | municipiul Călărași                               | Str. Grivița 165 | 1925                                                              | Încarcă foto \| video | Raportează eroare |
| CL-II-m-B-14642                                                                          | Casă                                                              | municipiul Călărași                               | Str. Grivița 214 | 1921                                                              | Încarcă foto \| video | Raportează eroare |
| CL-II-m-B-14643                                                                          | Casă                                                              | municipiul Călărași                               | Str. Heliade-Rădulescu Ion 3 | înc. sec. XX                                                      |                       | Raportează eroare |
| CL-II-m-B-14644                                                                          | Casă                                                              | municipiul Călărași                               | Str. Heliade-Rădulescu Ion 7 44.1911°N 27.3356°E | 1896                                                              | Alte imagini          | Raportează eroare |
| CL-II-m-B-14645                                                                          | Casa Cruțescu                                                     | municipiul Călărași                               | Str. Heliade-Rădulescu Ion 13 | 1896                                                              | Alte imagini          | Raportează eroare |
| CL-II-m-B-14646                                                                          | Casa Moia, azi Biserica Baptistă                                  | municipiul Călărași                               | Str. Heliade-Rădulescu Ion 15 | 1915                                                              |                       | Raportează eroare |
| CL-II-m-B-14649                                                                          | Casă                                                              | municipiul Călărași                               | Str. Independenței 33 | 1891                                                              | Încarcă foto \| video | Raportează eroare |
| CL-II-m-B-14650                                                                          | Casa g-ral Brătulescu                                             | municipiul Călărași                               | Str. Independenței 39 | 1894                                                              |                       | Raportează eroare |
| CL-II-m-B-14651                                                                          | Casă                                                              | municipiul Călărași                               | Str. Independenței 43 | sf. sec. XIX                                                      |                       | Raportează eroare |
| CL-II-m-B-14652                                                                          | Casă                                                              | municipiul Călărași                               | Str. Independenței 55 | 1890                                                              |                       | Raportează eroare |
| CL-II-m-B-14653                                                                          | Casă                                                              | municipiul Călărași                               | Str. Independenței 62 44.1886°N 27.3379°E | 1912                                                              |                       | Raportează eroare |
| CL-II-m-B-14654                                                                          | Casă                                                              | municipiul Călărași                               | Str. Independenței 121 | 1902                                                              |                       | Raportează eroare |
| CL-II-m-B-14655                                                                          | Casă                                                              | municipiul Călărași                               | Str. Independenței 152 | 1970                                                              | Încarcă foto \| video | Raportează eroare |
| CL-II-m-A-03443 (fost HD-II-m-A-03443)                                                   | Biserica de lemn „Cuvioasa Paraschiva”                            | municipiul Călărași                               | Str. Mușețelului 12A | sec. XVIII, Epoca modernă                                         | Alte imagini          | Raportează eroare |
| CL-II-m-A-14657                                                                          | Arhivele Statului                                                 | municipiul Călărași                               | Str. Pompierilor 1 44.19245°N 27.32878°E | 1897                                                              |                       | Raportează eroare |
| CL-II-m-B-14658                                                                          | Colegiul Agricol „Sandu Aldea”                                    | municipiul Călărași                               | Str. Prelungirea București 8 | 1929 - 1938                                                       | Încarcă foto \| video | Raportează eroare |
| CL-II-m-B-14659                                                                          | Casă                                                              | municipiul Călărași                               | Str. Rahova 210 | 1933                                                              |                       | Raportează eroare |
| CL-II-m-B-14660                                                                          | Casa Eliza Palade                                                 | municipiul Călărași                               | Str. Sf. Nicolae 37 | 1900                                                              | Încarcă foto \| video | Raportează eroare |
| CL-II-m-B-14661                                                                          | Casă                                                              | municipiul Călărași                               | Str. Sf. Nicolae 44 | 1921                                                              | Încarcă foto \| video | Raportează eroare |
| CL-II-m-B-14662                                                                          | Casa Papatriandafil                                               | municipiul Călărași                               | Str. Sf. Nicolae 50 | 1905                                                              | Încarcă foto \| video | Raportează eroare |
| CL-II-m-B-14663                                                                          | Casa Anghelide                                                    | municipiul Călărași                               | Str. Sf. Nicolae 53 | 1906                                                              |                       | Raportează eroare |
| CL-II-m-B-14664                                                                          | Casă                                                              | municipiul Călărași                               | Str. Sf. Nicolae 63 | sec. XIX                                                          | Încarcă foto \| video | Raportează eroare |
| CL-II-m-A-14665                                                                          | Prefectura Județului Călărași                                     | municipiul Călărași                               | Str. Sloboziei 9-11 44.19197°N 27.33067°E | 1898                                                              | Alte imagini          | Raportează eroare |
| CL-II-m-B-14666                                                                          | Casa Atanase Petrescu                                             | municipiul Călărași                               | Str. Sloboziei 16 | 1888                                                              | Alte imagini          | Raportează eroare |
| CL-II-m-B-14667                                                                          | Casa Vasile Vișan                                                 | municipiul Călărași                               | Str. Sloboziei 27 | 1925                                                              |                       | Raportează eroare |
| CL-II-m-B-14668                                                                          | Casă, fost Tribunal al Județului Călărași                         | municipiul Călărași                               | Str. Viitor 69 | înc. sec. XX                                                      | Încarcă foto \| video | Raportează eroare |
| CL-II-m-B-14669                                                                          | Biserica „Adormirea Maicii Domnului”                              | sat Aprozi; oraș Budești                          | Tarlaua 18, parcela 681 | 1841, rep. 1885, 1896                                             |                       | Raportează eroare |
| CL-II-m-B-14670 (RAN: 93682.01)                                                          | Biserica „Sf. Ierarh Nicolae”                                     | sat Bogata; comuna Grădiștea                      | în centrul satului Bogata, pe partea stângă a șoselei Călărași- Oltenița 44.2059°N 27.1147°E | 1872                                                              | Alte imagini          | Raportează eroare |
| CL-II-m-B-14671                                                                          | Casa cu polată                                                    | sat Borcea; comuna Borcea                         | 1236 | sf. sec. XIX                                                      | Încarcă foto \| video | Raportează eroare |
| CL-II-m-B-14672                                                                          | Biserica „Sf. Nicolae”, „Adormirea Maicii Domnului”               | sat Boșneagu; comuna Dorobanțu                    | în centrul satului Boșneagu, cvartalul 24, parcelele 511, 512 | 1854                                                              | Încarcă foto \| video | Raportează eroare |
| CL-II-m-B-14673                                                                          | Ruinele conacului Manu                                            | sat Budești; comuna Budești                       | Aproape de lunca Argeșului 44.23337°N 26.46285°E | 1827                                                              | Încarcă foto \| video | Raportează eroare |
| CL-II-m-B-14674                                                                          | Fosta Mănăstire Cătălui (ruine)                                   | sat Căscioarele; comuna Căscioarele               | vis-à-vis de satul Căscioarele, pe terasa joasă a malului de est al lacului Cătălui | sec. XVI, ref. XVII – XVIII                                       | Încarcă foto \| video | Raportează eroare |
| CL-II-m-B-14675                                                                          | Conacul Dumitru Alimăneșteanu                                     | sat Căscioarele; comuna Căscioarele               | 44.12801°N 26.47088°E | înc. sec. XX                                                      | Încarcă foto \| video | Raportează eroare |
| CL-II-m-B-14676                                                                          | Biserica „Sf. Nicolae”                                            | sat Căscioarele; comuna Căscioarele               | | 1938 - 1956                                                       | Încarcă foto \| video | Raportează eroare |
| CL-II-m-B-14677                                                                          | Biserica „Adormirea Maicii Domnului”                              | sat Chiselet; comuna Chiselet                     | 384, în centrul satului Chiselet | 1860                                                              | Încarcă foto \| video | Raportează eroare |
| CL-II-m-B-14679                                                                          | Biserica „Sf. Ierarh Nicolae”                                     | sat Ciocănești; comuna Ciocănești                 | 44.1972°N 27.0637°E | 1862                                                              | Alte imagini          | Raportează eroare |
| CL-II-m-B-14680                                                                          | Casa Tudor St. Ioan                                               | sat Coconi; comuna Mânăstirea                     | | 1938                                                              | Încarcă foto \| video | Raportează eroare |
| CL-II-a-B-14681 (RAN: 103586.01)                                                         | Schitul Codreni                                                   | sat Codreni; comuna Gurbănești                    | Sub apele acumulării Mostiștea | 1678                                                              |                       | Raportează eroare |
| CL-II-m-B-14681.01                                                                       | Biserica „Schimbarea la față”                                     | sat Codreni; comuna Gurbănești                    | Sub apele acumulării Mostiștea | 1678                                                              | Încarcă foto \| video | Raportează eroare |
| CL-II-m-B-14681.02                                                                       | Chilii                                                            | sat Codreni; comuna Gurbănești                    | Sub apele acumulării Mostiștea | 1678                                                              | Încarcă foto \| video | Raportează eroare |
| CL-II-m-B-14681.03                                                                       | Turn clopotniță                                                   | sat Codreni; comuna Gurbănești                    | Sub apele acumulării Mostiștea | 1678                                                              | Încarcă foto \| video | Raportează eroare |
| CL-II-m-B-14681.04                                                                       | Zid de incintă                                                    | sat Codreni; comuna Gurbănești                    | Sub apele acumulării Mostiștea | 1678                                                              | Încarcă foto \| video | Raportează eroare |
| CL-II-m-B-14682 (RAN: 101118.01)                                                         | Biserica „Nașterea Maicii Domnului”                               | sat Cojești; comuna Belciugatele                  | Str. Mateescu Octavian pr. 9 44.4986°N 26.40315°E | sec. XVIII                                                        | Alte imagini          | Raportează eroare |
| CL-II-m-B-14683                                                                          | Biserica „Sf. Nicolae”                                            | sat Coslogeni; comuna Dichiseni                   | la intersecția DJ 212D cu DN3B | sec. XIX                                                          | Încarcă foto \| video | Raportează eroare |
| CL-II-m-B-14684                                                                          | Pod delemn                                                        | sat Crivăț; comuna Crivăț                         | Între Crivăț și Budești | înc. sec. XX                                                      | Încarcă foto \| video | Raportează eroare |
| CL-II-m-B-14685                                                                          | Biserica „Sf. Ierarh Nicolae”                                     | sat Cucuieți; comuna Plătărești                   | în cimitirul satului, Tarla 4, Parcela 61-62 | 1839 – 1840                                                       | Încarcă foto \| video | Raportează eroare |
| CL-II-m-B-14686                                                                          | Casa Filofteia Speriatu                                           | sat Curcani; comuna Curcani                       | | înc. sec. XX                                                      | Încarcă foto \| video | Raportează eroare |
| CL-II-m-B-14687                                                                          | Biserica „Sf. Nicolae”                                            | sat Dichiseni; comuna Dichiseni                   | În centrul satului pe dreapta DN3B Călărași-Fetești | 1805, 1886                                                        | Încarcă foto \| video | Raportează eroare |
| CL-II-a-A-14688                                                                          | Ansamblul curții boierilor Dudescu                                | sat Fundeni; comuna Fundeni                       | Cartier Frunzănești 44.39197°N 26.35089°E | 1732                                                              | Alte imagini          | Raportează eroare |
| CL-II-m-A-14688.01                                                                       | Biserica „Sf. Apostol Andrei”                                     | sat Fundeni; comuna Fundeni                       | Cartier Frunzănești 44.39218°N 26.35106°E | 1732                                                              | Alte imagini          | Raportează eroare |
| CL-II-m-A-14688.02                                                                       | Casele boierilor Dudescu                                          | sat Fundeni; comuna Fundeni                       | Cartier Frunzănești | sec. XVIII - XIX                                                  | Încarcă foto \| video | Raportează eroare |
| CL-II-m-B-14689                                                                          | Biserica „Sf. Împărați Constantin și Elena”                       | sat Gălbinași; comuna Gălbinași                   | Cartier Lâmotești, la marginea de nord a comunei, pe marginea terasei râului Dîmbovița | 1846                                                              | Încarcă foto \| video | Raportează eroare |
| CL-II-m-B-14690 (RAN: 101127.07)                                                         | Biserica „Sf. Împărați”                                           | sat Mataraua; comuna Belciugatele                 | | 1810                                                              | Încarcă foto \| video | Raportează eroare |
| CL-II-m-A-14691                                                                          | Biserica „Sf. Dumitru și Sf. Nestor”                              | sat Mânăstirea; comuna Mânăstirea                 | în centrul comunei la intersecția DJ 303 | 1648 - 1660                                                       | Alte imagini          | Raportează eroare |
| CL-II-m-B-20851                                                                          | Conacul Pribegeanu                                                | sat Mărculești-Gară; comuna Perișoru              | La cca. 4 km vest de sat, la nord de șoseaua București-Fetești DN3, lângă siloz 44.42625°N 27.48798°E | 1902                                                              | Încarcă foto \| video | Raportează eroare |
| CL-II-m-B-14693                                                                          | Biserica „Sf. Mucenic Gheorghe”                                   | sat Măriuța; comuna Belciugatele                  | Str. Roșu Constantin pr. 64 | 1865                                                              | Încarcă foto \| video | Raportează eroare |
| CL-II-a-A-14694 (RAN: 105400.01)                                                         | Mănăstirea Negoești                                               | sat Negoești; comuna Șoldanu                      | 898, la marginea de est a satului, pe partea dreaptă a DN4 București- Oltenița, la 100 m distanță de drum 44.2276°N 26.5065°E                                                                                           | 1649; 1777; 1850, 1949                                            | Alte imagini          | Raportează eroare |
| CL-II-m-A-14694.01 (RAN: 105400.01.01)                                                   | Biserica „Sf. Mihail și Gavril”                                   | sat Negoești; comuna Șoldanu                      | 898, la marginea de est a satului, pe partea dreaptă a DN4 București- Oltenița, la 100 m distanță de drum 44.22778°N 26.50805°E                                                                                         | 1649; 1777; 1850, 1949                                            |                       | Raportează eroare |
| CL-II-m-A-14694.02 (RAN: 105400.01.02)                                                   | Chilii (ruine)                                                    | sat Negoești; comuna Șoldanu                      | 898, la marginea de est a satului, pe partea dreaptă a DN4 București- Oltenița, la 100 m distanță de drum 44.22778°N 26.50805°E                                                                                         | 1777; 1850                                                        |                       | Raportează eroare |
| CL-II-m-A-14694.03 (RAN: 105400.01.03)                                                   | Zid de incintă                                                    | sat Negoești; comuna Șoldanu                      | 898, la marginea de est a satului, pe partea dreaptă a DN4 București- Oltenița, la 100 m distanță de drum 44.22778°N 26.50805°E                                                                                         | 1777; 1850                                                        |                       | Raportează eroare |
| CL-II-m-B-14695                                                                          | Turn de apă                                                       | municipiul Oltenița                               | Str. Argeșului 2B 44.09295°N 26.63886°E | înc. sec. XX                                                      |                       | Raportează eroare |
| CL-II-m-B-14697                                                                          | Liceu                                                             | municipiul Oltenița                               | Str. Argeșului 44, 46, 48 | 1919                                                              |                       | Raportează eroare |
| CL-II-m-B-14698                                                                          | Policlinică                                                       | municipiul Oltenița                               | Str. Argeșului 60-62 44.0881°N 26.6371°E | 1926                                                              |                       | Raportează eroare |
| CL-II-m-B-14699                                                                          | Hotel Victoria                                                    | municipiul Oltenița                               | Str. Argeșului 77-97 44.0867°N 26.637°E | 1900                                                              |                       | Raportează eroare |
| CL-II-m-B-14700                                                                          | Casa Bărbulescu                                                   | municipiul Oltenița                               | Str. Argeșului 99 44.0862°N 26.6367°E | înc. sec. XX                                                      |                       | Raportează eroare |
| CL-II-m-B-14701                                                                          | Muzeul de Arheologie                                              | municipiul Oltenița                               | Str. Argeșului 101 44.08599°N 26.63679°E | 1925 Ion Cernescu (arhitect)                                      |                       | Raportează eroare |
| CL-II-a-B-14702                                                                          | Ansamblul bisericii „Sf. Nicolae”                                 | municipiul Oltenița                               | Str. Iliescu Al. 51-53 44.0875°N 26.6363°E | 1872                                                              | Alte imagini          | Raportează eroare |
| CL-II-m-B-14702.01                                                                       | Biserica „Sf. Nicolae”                                            | municipiul Oltenița                               | Str. Iliescu Al. 51-53 44.087°N 26.6364°E | 1856                                                              |                       | Raportează eroare |
| CL-IV-m-B-14702.02                                                                       | Cruce de piatră                                                   | municipiul Oltenița                               | Str. Iliescu Al. 51-53, în incinta bisericii „Sf. Nicolae” 44.0833°N 26.6333°E | 1872                                                              |                       | Raportează eroare |
| CL-II-m-B-14696                                                                          | Moara „Dunărea”                                                   | municipiul Oltenița                               | Str. Tineretului 8 | 1913                                                              |                       | Raportează eroare |
| CL-II-m-B-14703                                                                          | Casa Dumitru D. Oprea                                             | sat Oltina; comuna Unirea                         | 125, în centrul satului | 1932                                                              | Încarcă foto \| video | Raportează eroare |
| CL-II-m-B-14704 (RAN: 102963.01)                                                         | Biserica „Sf. Ierarh Nicolae”                                     | sat Orăști; comuna Frumușani                      | În centrul satului Orăști, tarlaua 5, parcelele 236, 237, 238, 239, 240, 241, 242 | 1817                                                              | Încarcă foto \| video | Raportează eroare |
| CL-II-m-B-14705                                                                          | Biserica „Adormirea Maicii Domnului”                              | sat Pădurișu; comuna Frumușani                    | tarlaua 19, parcelele 419, 420, 421 44.3148°N 26.3039°E | 1833                                                              | Alte imagini          | Raportează eroare |
| CL-II-m-B-14706 (RAN: 93432.01)                                                          | Biserica „Sf. Împărați”                                           | sat Pelinu; comuna Dor Mărunt                     | | 1875                                                              | Încarcă foto \| video | Raportează eroare |
| CL-II-m-B-14707                                                                          | Casa Nicu Apostol                                                 | sat Pietroiu; comuna Borcea                       | | 1934                                                              | Încarcă foto \| video | Raportează eroare |
| CL-II-m-B-14708 (RAN: 102990.01)                                                         | Biserica „Sf. Nicolae” (ruine)                                    | sat Pițigaia; comuna Frumușani                    | la 2 km nord de sat 44.3635°N 26.34315°E | 1796, rep. 1900                                                   |                       | Raportează eroare |
| CL-II-a-A-14710                                                                          | Mănăstirea Plătărești                                             | sat Plătărești; comuna Plătărești                 | în sudul satului Plătărești, Tarla 16, Parcela 28 44.35154°N 26.36245°E | 1646, rep. 1777, 1850                                             | Alte imagini          | Raportează eroare |
| CL-II-m-A-14710.01                                                                       | Biserica „Sf. Mercurie”                                           | sat Plătărești; comuna Plătărești                 | în sudul satului Plătărești, Tarla 16, Parcela 28 44.35163°N 26.36254°E | 1646, rep. 1777, 1850                                             |                       | Raportează eroare |
| CL-II-m-A-14710.02                                                                       | Casă domnească                                                    | sat Plătărești; comuna Plătărești                 | în sudul satului Plătărești, Tarla 16, Parcela 28 44.35171°N 26.36208°E | 1646, rep. 1777, 1850                                             |                       | Raportează eroare |
| CL-II-m-A-14710.03                                                                       | Chilii                                                            | sat Plătărești; comuna Plătărești                 | în sudul satului Plătărești, Tarla 16, Parcela 28 44.35192°N 26.36246°E | 1646, rep. 1777, 1850                                             |                       | Raportează eroare |
| CL-II-m-A-14710.04                                                                       | Construcții anexe                                                 | sat Plătărești; comuna Plătărești                 | în sudul satului Plătărești, Tarla 16, Parcela 28 44.35137°N 26.36262°E | 1646, rep. 1777, 1850                                             |                       | Raportează eroare |
| CL-II-m-A-14710.05                                                                       | Zid de incintă                                                    | sat Plătărești; comuna Plătărești                 | în sudul satului Plătărești, Tarla 16, Parcela 28 44.35151°N 26.3621°E | 1646, rep. 1777, 1850                                             |                       | Raportează eroare |
| CL-II-m-B-14711 (RAN: 104671.01)                                                         | Biserica „Sf. Vasile”                                             | sat Podu Pitarului; comuna Plătărești             | în cimitirul satului Podu Pitarului, Tarla 13, Parcela 63 | 1818                                                              | Încarcă foto \| video | Raportează eroare |
| CL-II-m-A-14712 (RAN: 105865.03)                                                         | Biserica „Sf. Ierarh Nicolae”                                     | sat Popești; comuna Vasilați                      | Cartier Morozoaia, în nordul satului | 1654 - 1660, ref. sec. XVIII                                      | Încarcă foto \| video | Raportează eroare |
| CL-II-m-B-14713                                                                          | Biserica „Sf. Dumitru” și „Sf. Nicolae”                           | sat Postăvari; comuna Frumușani                   | 19, Tarlaua 9, parcela 293, 294 | 1841                                                              | Încarcă foto \| video | Raportează eroare |
| CL-II-m-B-14714                                                                          | Ruinele palatului Ghica                                           | sat Radovanu; comuna Radovanu                     | În zona de sud a comunei 44.1926°N 26.5118°E | sec. XVIII                                                        | Încarcă foto \| video | Raportează eroare |
| CL-II-m-B-14715                                                                          | Biserica „Adormirea Maicii Domnului” (ruine)                      | sat Radovanu; comuna Radovanu                     | În cimitirul satului | 1754                                                              | Încarcă foto \| video | Raportează eroare |
| CL-II-m-B-14716                                                                          | Biserica „Sf. Nicolae”                                            | sat Rasa; comuna Grădiștea                        | în centrul satului Rasa, pe partea dreaptă a șoselei Oltenița- Călărași 44.2131°N 27.146°E | 1937 - 1938                                                       |                       | Raportează eroare |
| CL-II-m-B-14717 (RAN: 105758)                                                            | Casă boierească                                                   | sat Siliștea; comuna Valea Argovei                | Între satul Dănești șicom. Lupșanu, pe valea pârâului Argova 44.36107°N 26.8522°E | sec. XVIII                                                        | Încarcă foto \| video | Raportează eroare |
| CL-II-m-B-14718                                                                          | Biserica „Schimbarea la Față”                                     | sat Sohatu; comuna Sohatu                         | în centrul satului Sohatu | 1848                                                              | Încarcă foto \| video | Raportează eroare |
| CL-II-m-B-14719                                                                          | Biserica „Sf. Ierarh Nicolae”                                     | sat Spanțov; comuna Spanțov                       | în centrul satului 44.1206°N 26.7854°E | 1867 – 1868                                                       | Alte imagini          | Raportează eroare |
| CL-II-m-B-14720                                                                          | Casa Ion D. Stan                                                  | sat Spanțov; comuna Spanțov                       | | 1934                                                              | Încarcă foto \| video | Raportează eroare |
| CL-II-m-B-14721 (RAN: 105525)                                                            | Biserica „Sf. 40 de Mucenici”                                     | sat Tămădău Mic; comuna Tămădău Mare              | În nordul satului la intrarea dinspre DN3 | 1810, rep. 1890                                                   | Alte imagini          | Raportează eroare |
| CL-II-m-B-14722                                                                          | Biserica „Sf. Ierarh Nicolae”                                     | sat Tăriceni; comuna Frăsinet                     | La marginea de est a satului, aproape de lacul Mostiștea | 1828 - 1830                                                       | Încarcă foto \| video | Raportează eroare |
| CL-II-m-B-14723                                                                          | Casa Anghel Deacu                                                 | sat Unirea; comuna Unirea                         | 68, în centrul satului | 1930                                                              | Încarcă foto \| video | Raportează eroare |
| CL-II-m-B-14724                                                                          | Casa lui Marin Preda                                              | sat Vasilați; comuna Vasilați                     | 1050 | sf. sec. XIX                                                      | Încarcă foto \| video | Raportează eroare |
| CL-II-m-B-14725                                                                          | Biserica „Sf. Treime”                                             | sat Vărăști; comuna Dorobanțu                     | la marginea de sud-est a satului, cvartalul 29, parcela 1374 44.2098°N 26.9663°E | 1838                                                              | Alte imagini          | Raportează eroare |
| CL-IV-m-B-14726                                                                          | Cruce de piatră                                                   | sat Arțari; comuna Ileana                         | la 1,2 km sud-vest de marginea de vest a satului, la 200 m vest de șoseaua Ileana-Arțari, în apropierea unei stații de irigații.                                                                                        | sec. XIX                                                          | Încarcă foto \| video | Raportează eroare |
| CL-IV-m-B-14727                                                                          | Obeliscul soldaților ruși căzuți în războiul 1877-1878            | sat Bogata; comuna Grădiștea                      | în curtea bisericii Sf. Nicolae din satul Bogata, pe partea dreaptă a șoselei Călărași-Oltenița 44.2058°N 27.1146°E | 1896                                                              | Alte imagini          | Raportează eroare |
| CL-IV-m-B-14728                                                                          | Cruce de piatră                                                   | sat Chirnogi; comuna Chirnogi                     | În cimitirul vechi | 1897                                                              | Încarcă foto \| video | Raportează eroare |
| CL-IV-m-B-14729                                                                          | Cruce de piatră                                                   | sat Chirnogi; comuna Chirnogi                     | În cimitirul vechi | 1804                                                              | Încarcă foto \| video | Raportează eroare |
| CL-IV-m-B-14730                                                                          | Cruce de piatră                                                   | sat Chirnogi; comuna Chirnogi                     | În cimitirul vechi, lângă biserica din cimitir | 1876                                                              | Încarcă foto \| video | Raportează eroare |
| CL-IV-m-B-14731                                                                          | Cruce de piatră                                                   | sat Ciocănești; comuna Ciocănești                 | vis-à-vis de stadion în curtea locuitorului Dobre Petra | 1830                                                              | Încarcă foto \| video | Raportează eroare |
| CL-IV-m-B-14732                                                                          | Cruce de piatră                                                   | sat Ciocănești; comuna Ciocănești                 | Cartier Mărgineni, în fața casei moștenitorilor lui Ion Raiu | 1742                                                              | Încarcă foto \| video | Raportează eroare |
| CL-IV-m-B-14733                                                                          | Cruce de piatră                                                   | sat Coslogeni; comuna Dichiseni                   | pe strada care merge către școala din sat, de pe partea stângă a șoselei Călărași-Fetești | sec. XVIII                                                        | Încarcă foto \| video | Raportează eroare |
| CL-IV-m-B-14734                                                                          | Cruce de hotar                                                    | sat Coslogeni; comuna Dichiseni                   | „Crucea de leac”, pe partea dreaptă a șoselei Călărași- Fetești, în incinta Schitului Coslogeni | sec. XIX                                                          | Încarcă foto \| video | Raportează eroare |
| CL-IV-m-B-14735                                                                          | Cruce de hotar                                                    | sat Coslogeni; comuna Dichiseni                   | pe partea dreaptă a șoselei Călărași-Fetești, în fața curții locuitorului Gheorghe Constantin Noană | 1867                                                              | Încarcă foto \| video | Raportează eroare |
| CL-IV-m-B-14748                                                                          | Cruce de hotar                                                    | sat Coțofanca; comuna Gurbănești                  | în centrul satului la intersecția DJ 303 Valea Argovei-Sărulești cu drumul spre biserica din Coțofanca 44.3806°N 26.702°E                                                                                               | sec. XIX                                                          | Alte imagini          | Raportează eroare |
| CL-IV-m-B-14736                                                                          | Cruce de piatră                                                   | sat Dârvari; comuna Tămădău Mare                  | Lângă biserică | 1728                                                              | Încarcă foto \| video | Raportează eroare |
| CL-IV-m-B-14737                                                                          | Cruce de piatră                                                   | sat Frumușani; comuna Frumușani                   | la 2 km sud de sat, pe drumul de pământ spre Vărăști, DJ 412 | sec. XVIII                                                        | Încarcă foto \| video | Raportează eroare |
| CL-IV-m-B-14738                                                                          | Cruce de piatră                                                   | sat Jegălia; comuna Jegălia                       | în curtea lui Mihai Tinca | 1826                                                              | Încarcă foto \| video | Raportează eroare |
| CL-IV-m-B-14739                                                                          | Cruce de hotar                                                    | sat Jegălia; comuna Jegălia                       | În curtea lui Gh. T. Manea | sec. XIX                                                          | Încarcă foto \| video | Raportează eroare |
| CL-IV-a-B-14740                                                                          | Ansamblu de cruci de piatră                                       | sat Lehliu; comuna Lehliu                         | „Cimitirul afurisit”, în partea de est a satului Lehliu, pe malul lacului Lehliu 44.4733°N 26.8222°E | sec. XVIII - XIX                                                  | Alte imagini          | Raportează eroare |
| CL-IV-s-B-14741                                                                          | Locul luptei din războiul ruso-turc (1806-1812)                   | sat Lunca; comuna Valea Argovei                   | „Malul Bătăliei”, la vest de sat | 1806 - 1812                                                       | Încarcă foto \| video | Raportează eroare |
| CL-IV-m-B-14742                                                                          | Mormântul scriitorului Alexandru Sahia (1908-1937)                | sat Mânăstirea; comuna Mânăstirea                 | pe partea stângă a DJ 303 spre satul Coconi | 1938                                                              | Încarcă foto \| video | Raportează eroare |
| CL-IV-m-B-14743                                                                          | Monumentul Eroilor din războiul 1916-1918                         | municipiul Oltenița                               | Bd. Republicii, în scuarul din fața fostului cinematograf Flacăra 44.0865°N 26.6389°E | 1930                                                              |                       | Raportează eroare |
| CL-IV-m-B-14744                                                                          | Monumentul soldaților ruși căzuți la Oltenița                     | municipiul Oltenița                               | Bd. Republicii, lângă gardul bisericii „Sf. Nicolae” 44.08707°N 26.6361°E | 1853                                                              | Alte imagini          | Raportează eroare |
| CL-IV-m-B-14745                                                                          | Cruce de piatră                                                   | sat Ostrovu; comuna Valea Argovei                 | | 1651                                                              | Încarcă foto \| video | Raportează eroare |
| CL-IV-m-B-14746                                                                          | Cruce de piatră                                                   | sat Pasărea; comuna Frumușani                     | pe partea dreaptă a șoselei București-Oltenița, în curtea locuitorului Popa Gheorghe, lângă gardul comun cu Popasul Frumușani                                                                                           | sec. XVIII                                                        | Încarcă foto \| video | Raportează eroare |
| CL-IV-m-B-14747                                                                          | Cruce de hotar                                                    | sat Plevna; comuna Lupșanu                        | „Valea Rusului” 44.3682°N 27.0033°E | 1894                                                              | Alte imagini          | Raportează eroare |
| CL-IV-m-B-14749                                                                          | Cruce de piatră                                                   | sat Progresu; comuna Sohatu                       | În curtea bisericii | 1840                                                              | Încarcă foto \| video | Raportează eroare |
| CL-IV-m-B-14750                                                                          | Cruce de piatră                                                   | sat Radu Negru; comuna Modelu                     | Între sat șimănăstire, paralel cu drumul național | sec. XVIII                                                        | Încarcă foto \| video | Raportează eroare |
| CL-IV-m-B-14751                                                                          | Cruce de piatră                                                   | sat Rasa; comuna Grădiștea                        | în curtea bisericii din satul Rasa, pe partea stângă a șoselei Oltenița-Călărași 44.2131°N 27.146°E | sec. XVIII                                                        | Alte imagini          | Raportează eroare |
| CL-IV-a-B-14752                                                                          | Ansamblu de cruci de piatră                                       | sat Săpunari; comuna Lehliu                       | În curtea bisericii, în partea de est a satului Săpunari, pe partea stîngă a văii Profira | sec. XIX                                                          | Încarcă foto \| video | Raportează eroare |
| CL-IV-m-B-14753                                                                          | Cruce de hotar                                                    | sat Tonea; comuna Modelu                          | pe partea dreaptă a DN3B Călărași-Fetești, la 10 m depărtare de axuldrumului, vis-à-vis de școală | sec. XIX                                                          | Încarcă foto \| video | Raportează eroare |
| CL-IV-m-B-14754                                                                          | Cruce de hotar                                                    | sat Ulmeni; comuna Ulmeni                         | în stânga șos. Călărași-Oltenița, la 1 km de fostul IASOltenița | 1891                                                              | Încarcă foto \| video | Raportează eroare |
| CL-IV-a-B-14755                                                                          | Ansamblu de cruci de piatră                                       | sat Ulmu; comuna Ulmu                             | Pe locul vechii biserici a satului, la marginea de vest a satului Ulmu, pe malul lacului în curtea locuitoarei Bratu Ioana                                                                                              | sec. XIX                                                          | Încarcă foto \| video | Raportează eroare |